# Opchanacanough

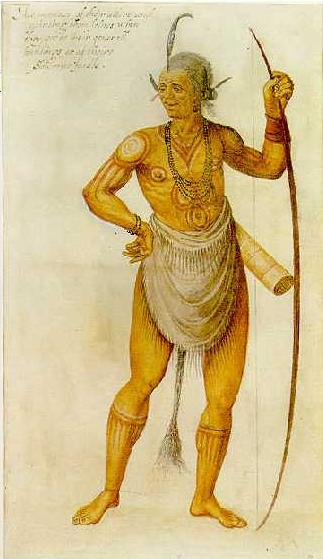
En målning från 1585 av John White. Målningen har senare anpassats till att representera Opchancanough.

Opchanacanough, eller Opechancanough, född cirka 1554, avliden 1646 var en hövding i stamkonfederationen Powhatan, i det som nu är Virginia i USA. Han levde i närheten av den europeiska kolonin Jamestown, vilken han både handlade med och stred mot.
Opchanacanough var yngre bror (eller kanske halvbror) till hövdingen Powhatan och farbror till Pocahontas. Hans namn betyder "Han vars själ är vit". 
År 1646 mördades Opchanacanough av en vakt när han satt fängslad i Jamestown.